# Sarbice
Sarbice ist ein Dorf in der Gemeinde Przykona im Powiat Turecki. Es liegt auf einer Höhe von etwa 105 Metern über dem Meeresspiegel in der Woiwodschaft Großpolen in Polen. Die naheliegendsten Nachbarorte sind in etwa drei Kilometer Entfernung in westlicher Richtung Posoka, in etwa 1,5 Kilometer Entfernung in südlicher Richtung Radyczyny und in etwa ebenso 1,5 Kilometer Entfernung in nördlicher Richtung Kozubów. Das Verwaltungszentrum der Gemeinde liegt in Przykona in etwa sieben Kilometern in südwestlicher Richtung von Sarbice entfernt. Die nächstgelegene Anbindung an den internationalen Luftfahrtverkehr befindet sich etwa 50 Kilometer in südöstlicher Richtung in Łódź der Hauptstadt der benachbarten Woiwodschaft Łódź. Haupteinnahmequellen des Dorfes sind die Forst- und Landwirtschaft.